# 国防大学 (中華民国)
国防大学（こくぼうだいがく; 英語: National Defense University）は、台湾桃園市に位置する中華民国国軍幹部養成教育機関である。国防大学は2000年5月8日に三軍大学、中正理工学院、国防管理学院、国防医学院を統合して設立された。

## 歴史

中華民国三軍大学の旗 (1968年-2000年)

### 前史
三軍大学、中正理工学院、国防管理学院、国防医学院を参照。

### 国防大学の歴史
| 年     | 月日   | 事項                                                         |
| ------ | ------ | ------------------------------------------------------------ |
| 2000年 | 5月8日 | 初代学長に三軍大学学長の夏瀛洲が就任、戦略研究センターを設立 |
| 2006年 | 1月1日 | 国防医学院が独立                                             |

## 組織
| - 軍事学院 - 戦略学部 - 陸軍学部 - 海軍学部 - 空軍学部 - 中正理工学院 - 理学部 - 応用科学科 - 応用物理学科 - 情報学科 - 工学部 - 軍事工学科 - 機械学科 - 車輌学科 - 兵器学科 - 造船学科 - 測量地図学科 - 航空学科 - 電気機械学科 - 実験工場 - 国防化学研究所 - 教養教育センター - 体育クラス | - 国防管理学院 - 教学部 - 法律学科 - 統計学科 - 会計学科 - 企業管理学科 - 情報管理学科 - 法律研究所 - 後方支援管理研究所 - 国防政策決定科学研究所 - 国防財務資源管理研究所 - 国防情報研究所 - 資源管理研究所 - 教養教育コース - 国防管理コース - 体育コース |

## 主な出身者
- 李翔宙 - 軍人。国軍退除役官兵輔導委員会主任委員など